# Cà Berlone
Cà Berlone, hay còn được gọi là Cà Berloni, là một ngôi làng nhỏ (tiếng Ý : curazia) của San Marino. Nơi này thuộc về khu tự quản San Marino.

## Địa lý
Nơi đây nằm dưới một ngọn đồi, Monte Cucco (cao 388m), gần biên giới với khu tự quản Chiesanuova trên một con đường từ Thành phố San Marino. Không quá xa ngôi làng, trên biên giới với Ý, có một khu công nghiệp.